# Окулек (Підляське воєводство)
Окулек (пол. Okółek) — село в Польщі, у гміні Ґіби Сейненського повіту Підляського воєводства.
Населення — 73 особи (2011).
У 1975-1998 роках село належало до Сувальського воєводства.

## Демографія
Демографічна структура станом на 31 березня 2011 року:
|          | Загалом | Допрацездатний вік | Працездатний вік | Постпрацездатний вік |
| -------- | ------- | ------------------ | ---------------- | -------------------- |
| Чоловіки | 38      | 7                  | 28               | 3                    |
| Жінки    | 35      | 10                 | 18               | 7                    |
| Разом    | 73      | 17                 | 46               | 10                   |